# Grande Prêmio de Silverstone de 2007 (Superbike)

## Corrida 1 de Superbike
| Pos | Piloto            | Moto                | Tempo     | Voltas | Pontos |
| --- | ----------------- | ------------------- | --------- | ------ | ------ |
| 1   | Troy Bayliss      | Ducati 999 F07      | 46'02.875 | 28     | 25     |
| 2   | Noriyuki Haga     | Yamaha YZF-R1       | 46'04.910 | 28     | 20     |
| 3   | Troy Corser       | Yamaha YZF-R1       | 46'07.443 | 28     | 16     |
| 4   | Roberto Rolfo     | Honda CBR1000RR     | 46'52.914 | 28     | 13     |
| 5   | Régis Laconi      | Kawasaki ZX-10R     | 47'12.509 | 28     | 11     |
| 6   | Max Biaggi        | Suzuki GSX-R1000 K7 | 47'23.857 | 28     | 10     |
| 7   | Lorenzo Lanzi     | Ducati 999 F07      | 47'35.936 | 28     | 9      |
| 8   | James Toseland    | Honda CBR1000RR     | 46'06.015 | 27     | 8      |
| 9   | Ruben Xaus        | Ducati 999 F06      | 46'15.898 | 27     | 7      |
| 10  | Max Neukirchner   | Suzuki GSX-R1000 K6 | 46'20.019 | 27     | 6      |
| 11  | Vittorio Iannuzzo | Kawasaki ZX-10R     | 46'34.206 | 27     | 5      |
| 12  | Luca Morelli      | Honda CBR1000RR     | 46'34.786 | 27     | 4      |
| 13  | Shinichi Nakatomi | Yamaha YZF-R1       | 46'40.240 | 26     | 3      |
| Ret | Fonsi Nieto       | Kawasaki ZX-10R     | 35'51.190 | 21     |        |
| Ret | Yukio Kagayama    | Suzuki GSX-R1000 K7 | 35'57.266 | 20     |        |
| Ret | Jakub Smrz        | Ducati 999 F05      | 29'14.648 | 17     |        |
| Ret | Joshua Brookes    | Honda CBR1000RR     | 23'03.272 | 13     |        |
| Ret | Alessandro Polita | Suzuki GSX-R1000 K6 | 20'43.649 | 12     |        |
| Ret | Dean Ellison      | Ducati 999RS        | 11'21.173 | 6      |        |
| Ret | Karl Muggeridge   | Honda CBR1000RR     | 2'59.260  | 1      |        |
| Ret | Michel Fabrizio   | Honda CBR1000RR     |           | 0      |        |

## Corrida 2 de Superbike
A segunda corrida foi cancelada por causa do tempo